# شهرستان شوانن
شهرستان شوانن (به لاتین: Xuan'en County) یک شهرستان‌های جمهوری خلق چین در چین است که در ولایت خودمختار انشی توجیا و میائو واقع شده‌است.